# Cinéma du look
Cinéma du look (cinema de la mirada en català) fou un moviment cinematogràfic francès comprés entre dècades de 1980 i 1990. Fou detectat, per primera vegada, pel crític francès Raphaël Bassan a la revista mensual de cinema La Revue du Cinéma al maig de 1989, que classifica a Luc Besson , Jean-Jacques Beineix i Leos Carax com a directors claus d'aquest moviment.

## Història

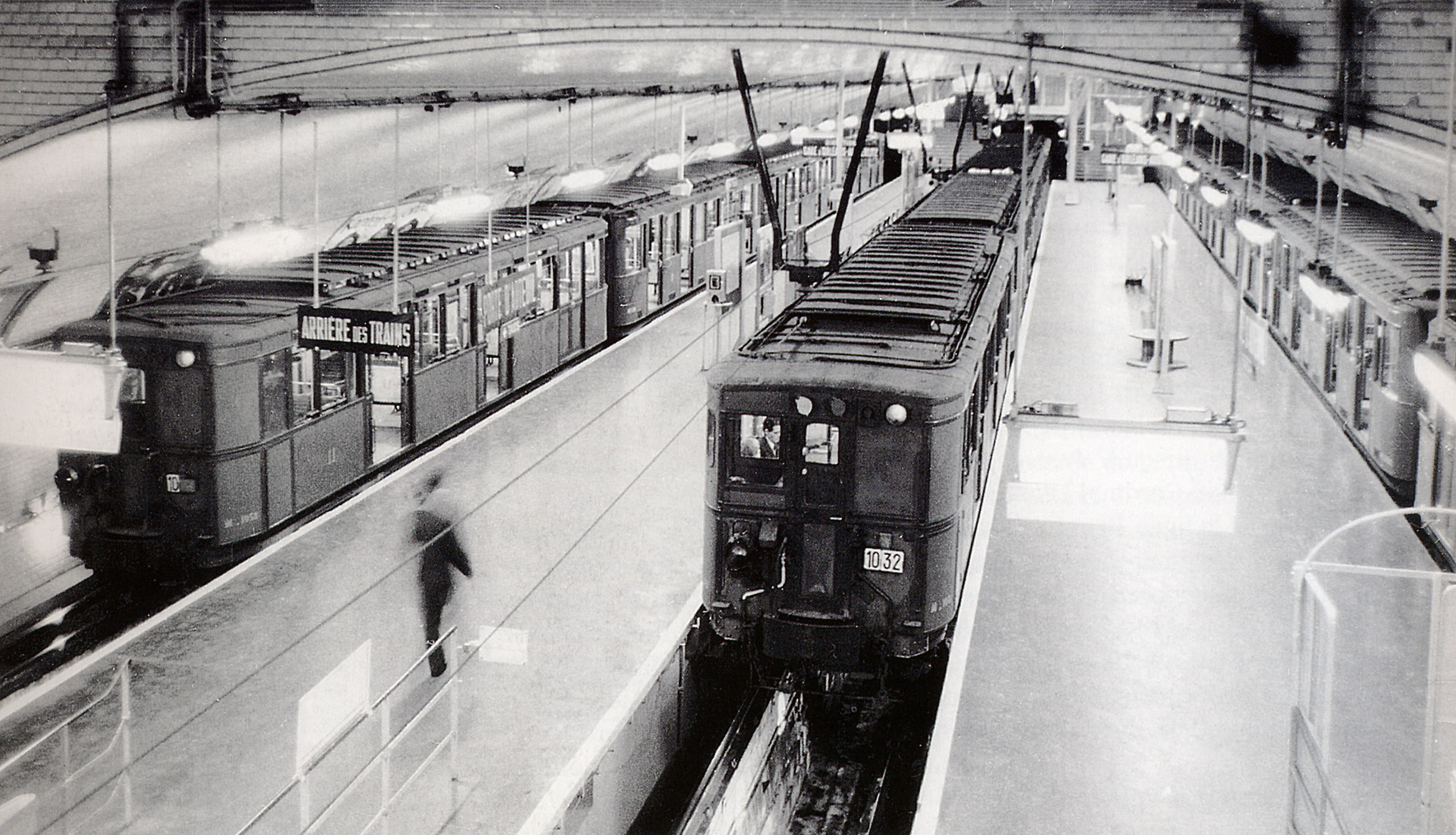
Porti d'Auteuil al Metre de París al 1970, principal escenari on es desenvolupen les històries de les pel·lícules.

A la dècada de 1980, va néixer a França un nou corrent moviment cinematogràfic que va provocar als crítics i que tenia com a objectiu captivar al públic i crear un gran espectacle. Els directors Luc Besson, Jean-Jacques Beineix i Leos Carax basaven l'estil sobre la substància i l'espectacle sobre la narrativa. Les seves pel·lícules (normalment, thrillers elegants) s'oposen a les limitacions pressupostàries i compten amb un estil visual brillant, vívid i estilitzat. Com a centre de les històries s'hi troben personatges desequilibrats. Aborden temes populars que inclouen enamoraments condemnats al fracàs, joves amb més estima pel seu grup d'amics que per a la seva família, una visió cínica de la policia i l'ús d'escenes rodades al Metro de París que simbolitzen una societat clandestina. La mescla d'ús de música òpera, i la cultura pop, es considera una altra característica clau.
Es pot crear un paral·lelisme entre les produccions d'aquests cineastes francesos i les pel·lícules del Nou Hollywood, on hi destaquen One from the Heart (1981) i Rumble Fish (1983) de Francis Ford Coppola, així com anuncis televisius, elements de la cultura pop, vídeos musicals i la sèrie de drama criminal Miami Vice.

## Pel·lícules

### Jean-Jacques Beineix
- Diva (1981)[2]
- Moon in Gutter (1983)
- 37°2 le matin (1986)

### Luc Besson
- Subway (1985)[2]
- Le Grand Bleu (1988)
- Nikita (1990)
- Léon (el professional) (1994)

### Leos Carax
- Boy Meets Girl (1984)[2]
- Mauvais Sang (1986)[2]
- Els Amants du Pont-Neuf (1991)[2]